# Railton Motor Company
Railton Motor Company Limited war ein britischer Hersteller von Automobilen.

## Unternehmensgeschichte
Das Unternehmen wurde 1989 in Alcester in der Grafschaft Warwickshire gegründet. Die Produktion von Automobilen und Kits begann. Designer war William Towns. Der Markenname lautete Railton. 1993 endete die Produktion.

## Fahrzeuge
Im Angebot standen zwei Modelle, die auf dem Jaguar XJS als Cabriolet basierten. Der F 28 Fairmile war etwas sportlicher ausgelegt als der F 29 Claremont mit abgedeckten Hinterrädern. Die Karosserie bestand aus Aluminium. Ein Sechszylindermotor mit 3600 cm³ Hubraum trieb die Fahrzeuge an.